# Orobunus quadrispinosus
Orobunus quadrispinosus is een hooiwagen uit de familie Podoctidae.